# William Aiken Walker
Pour les articles homonymes, voir Walker et William Walker (homonymie).
William Aiken Walker (11 mars 1839 - 3 janvier 1921) est un peintre américain né d'un père protestant irlandais et d'une mère de Charleston en Caroline du Sud.

## Jeunesse à Baltimore
En 1842, à la mort du père, la mère de William Aiken Walker emmène la famille vivre à Baltimore dans le Maryland, où ils demeurent jusqu'à leur retour à Charleston en 1848.

## Soldat de la guerre de Sécession

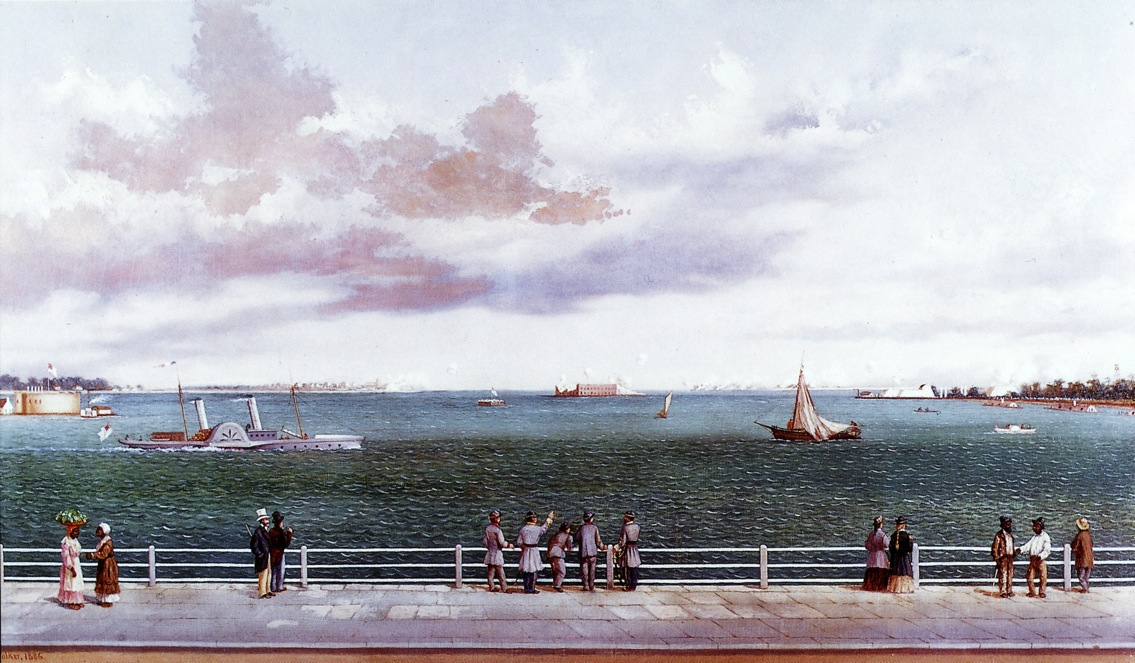
Bombardement du Fort Sumter sur le littoral de Charleston, Caroline du Sud, 1863. Huile, 1886.

En 1861, durant la guerre de Sécession, Walker s'est enrôlé dans l'Armée confédérée et a servi dans la légion de Hampton, du nom de son général, Wade Hampton. Il a été blessé à la Bataille de Seven Pines (31 mai 1862 - 1er juin 1862). Après son rétablissement, il a été transféré à Charleston, où il a été assigné aux postes de garde, ce qui lui a laissé du temps pour observer et peindre.

## Carrière artistique

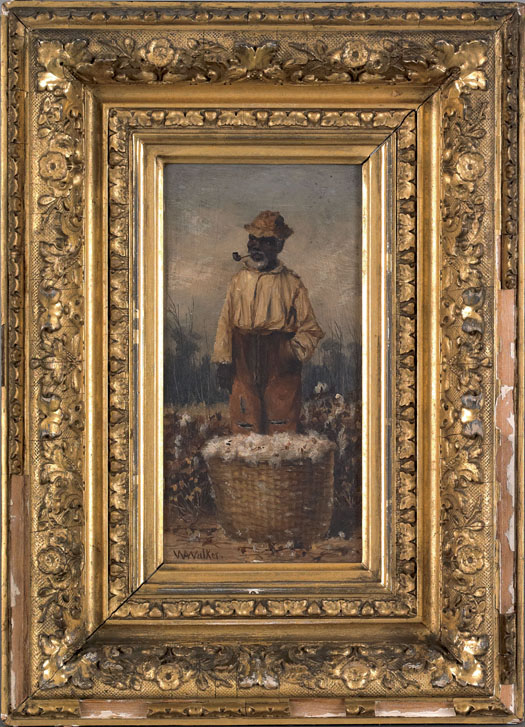
Afro-américain devant un panier de coton, sd.

Durant les dernières années de la guerre civile, il a réalisé des cartes et des dessins de la défenses de Charleston. Il a été libéré de ses services militaires fin 1864.
Durant la période de la reconstruction, après la guerre de Sécession, Walker s'installe à Baltimore, où il vit de la vente de petits tableaux du « vieux Sud » peints pour satisfaire la demande des touristes.
Dans le même temps, Walker réalise des œuvres plus ambitieuses et qui lui vaudront d'être reconnu. Ces toiles dépeignent la vie et la misère des noirs émancipés, particulièrement des métayers du sud des États-Unis, et les champs de cannes à sucre et de coton. Deux de ses peintures ont été reproduites par Currier et Ives comme Chromolithographies. Walker a continué à peindre jusqu'à sa mort survenue à Charleston. Il est enterré dans le caveau familial au cimetière Magnolia.